# (2956) Yeomans
(2956) Yeomans (1982 HN1) – planetoida z grupy pasa głównego asteroid okrążająca Słońce w ciągu 4,6 lat w średniej odległości 2,76 j.a. Odkryta 28 kwietnia 1982 roku.